# Paul Neumann (Politiker, 1880)
Paul Neumann (* 20. Juni 1880 in Chemnitz; † 17. August 1961 in Hamburg) war ein deutscher Politiker, Hamburger Bürgerschaftsabgeordneter, Senator (SPD) und Vorsitzender des Reichsbundes der Kriegs- und Zivilbeschädigten, Sozialrentner und Hinterbliebenen e.V, des heutigen Sozialverbandes Deutschland e. V.

## Leben
Neumann machte eine Lehre als Buchdrucker und arbeitete als Setzer, bevor er 1909 Redakteur des Lüneburger Volksblattes wurde. Ab 1912 war er vor allem für das Hamburger Echo tätig. Von 1914 bis 1918 nahm Neuman am Ersten Weltkrieg teil und kehrte dann nach Hamburg zurück. Neumann wurde während der Novemberrevolution im November 1918 zum Sekretär des Arbeiter- und Soldatenrat für Groß-Hamburg gewählt, diese Position hatte er bis 1925 inne. Im Januar 1919 nutzte er seine starke Stellung, um zusammen mit Karl Hense den „Roten Diktator“ Heinrich Laufenberg zu stürzen.
Bei den Wahlen für die Hamburger Bürgerschaft 1921 erlangte Neumann ein Mandat für die SPD; er gehörte der Bürgerschaft bis 1933 an. Am 18. März 1925 wurde er in den Hamburger Senat gewählt. Dort wurde er für das Ressort Wohlfahrt zuständig. Er legte gemeinsam mit den übrigen SPD-Senatoren am 3. März 1933 sein Amt nieder.
Nach dem Zweiten Weltkrieg wurde Neumann wieder aktiv und war maßgeblich an der Wiedergründung des „Reichsbundes der Kriegsteilnehmer und Kriegsbeschädigten“ am 29. November 1946 in Hamburg, diesmal mit Namen Reichsbund der Kriegs- und Zivilbeschädigten, Sozialrentner und Hinterbliebenen e. V., des heutigen Sozialverband Deutschland e. V. beteiligt. Er wurde Vorsitzender des Reichsbundes. An der Einführung des Bundesversorgungsgesetzes 1950 hatte er großen Anteil. Außerdem veröffentlichte er einige heimatkundliche Schriften.

## Ehrungen
- 1955 wurde Neumann mit der Bürgermeister-Stolten-Medaille ausgezeichnet.
- Seit 1973 wird vom Senat alle fünf Jahre der Senator-Neumann Preis vergeben, um Einrichtungen oder Personen in Hamburg zu würdigen, die sich erfolgreich für Chancengleichheit, soziale Integration und Selbstbestimmung von Menschen mit Behinderungen einsetzen.[2]
- In Hamburg-Bergstedt ist eine Wohnanlage für Behinderte, das Senator-Neumann-Heim, nach Neumann benannt.

## Veröffentlichungen
- Hamburg unter der Regierung des Arbeiter- und Soldatenrats. Tätigkeitsbericht erstattet im Auftrage der Exekutive des Arbeiterrats Groß-Hamburgs. Enthaltend: Auszüge aus den stenographischen Protokollen, Verordnungen und Bekanntmachungen nebst Abbildungen. Arbeiterrat Groß-Hamburgs, Hamburg 1919 (Digitalisat).
- Lieder und Sprüche auf Hamburg. Broschek, Hamburg 1942. books.google
- Das rote Haus. Sagen aus Hamburg und Umgebung. Hamburg 1947.
- Hilfe in Not. Hamburg 1948.
- Hamburgischer Bilderbogen. Hamburg 1949.